# Nostalgic for the Present Tour
Il Nostalgic for the Present Tour è  la prima tournée tenutasi negli  stadi e nelle arene della cantante australiana Sia.
Le 23 date della prima leg del tour, tutte in Nord-America, sono state effettuate con la collaborazione degli AlunaGeorge e di Miguel.
La prima leg del tour ha inizio nella Kay Arena di Seattle, negli Usa, e si conclude ad Austin, nel Frank Erwin Centre.
Ryan Heffington ha curato le coreografie delle performance di ballo, sempre trainate dall'ormai celebre ballerina Maddie Ziegler, che ha partecipato a tutte le tappe del tour.
In tutte le esibizioni Sia è rimasta celata nel fondo del palco con la sua tipica parrucca bionda e corvina.
Il tour ha ricevuto complimenti ed elogi dalle maggiori testate giornalistiche specializzate, fra cui Billboard.

## Informazioni
L'ultimo tour di Sia si era tenuto nel 2010, il We Meaning You Tour, che aveva visto anche delle tappe in Europa.
Fino al 2016 però non ve ne erano stati altri, tuttavia la cantante si esibì nei maggiori show al mondo e in America, fra cui SNL e diversi altri, oltre ad essersi esibita al Coachella Festival nel 2016.
Nel corso di quell'anno però sceglie di intraprendere un nuovo tour, annunciandolo tramite i social e il canale YouTube con mesi di anticipo.
Annuncia inizialmente 23 date in Nord-America, che compongono la prima leg del tour.
Il 24 maggio 2017 viene annunciata tramite l'account Twitter della cantante una seconda leg del tour, che si svolgerà in Oceania, in 3 date presso alcuni dei maggiori stadi del continente.
La cantante nello stesso anno si è anche esibita a Dubai in occasione della World Cup 2017, con oltre 60.000 spettatori.

## Descrizione delle esibizioni
Le esibizioni si aprono con l'esibizione degli AlunaGeorge, seguita da quella di Miguel. Successivamente ha inizio l'esibizione di Sia, con un'introduzione che vede la partecipazione del team di ballerini, i quali continuano nella performance di danza per ogni canzone, con coreografie dedicate per ogni singolo. Sia nel corso dell'esibizione rimane nel fondo del set, illuminata da flebili luci.
In quasi tutte le esibizioni Sia si è presentata vestita interamente di bianco, con capi creati appositamente per i concerti, e ha sempre indossato la sua ormai celebre parrucca bionda e corvina.
Una delle coreografie più apprezzate è stata quella di Alive, che vede i ballerini inizialmente simulanti un'enorme gonna appartenente alla cantante(in quanto grazie alla prospettiva si è riuscito a creare tale particolare effetto). In tutte le esibizioni vi erano inoltre dei megaschermi nei quali si venivano proiettate le performance di danza, in video preregistrati.
I video in questione includono inoltre molteplici cameo, fra i quali quello del comico Tig Notaro in Diamonds e quelli degli attori Paul Dano(in Bird Set Free), Kristen Wiig(in One Million Bullets), Gaby Hoffman(In Unstoppable) e Ben Mendelshon in Breathe Me, che hanno contribuito a creare memorabili parti di performance artistiche.
Fra le importanti presenze ai suoi concerti vi è stata anche quella della cantante statunitense Katy Perry, che ha assistito insieme alla sorella ad un'esibizione della cantante presso il HollywoodBowl.
Durante il tour Sia ha inoltre collaborato con diverse associazioni per la tutela dei cani.

## Accoglienza
Il tour ha ricevuto recensioni particolarmente positive da parte delle riviste specializzate, molto entusiaste per lo sviluppo del tour e le sue singole performance.
In un articolo del Seattle Time era stato detto le sue esibizioni avessero una sorta di alone di mistero e tensione, che raramente è possibile trasmettere in una live. L'articolo prosegue dicendo che Sia ha scelto di non adoperare una band fisica, cosa apparentemente non ottimale, ma che ha invece dato origine a performance uniche e perfette che fondono danza e ballo in un egemone tutt'uno. L'articolo si conclude elogiando la ballerina Maddie Ziegler, che seppur l'età di soli 14 anni riesce a trasmettere in maniera ottima il reale significato delle canzoni, con particolari e armoniose danza interpretative.
Il Mercury News commenta elogiando le esibizioni e definendole fra le più originali di sempre, evidenziando le doti della cantante e del team di ballo.
KRON TV evidenzia invece le sbalorditive doti vocali della cantante, si complimenta per le soundtrack usate ed elogia il tour nel suo complesso definendolo magnifico.
Las Vegas Weekly espone in un articolo complimenti verso la cantante e il tour, dicendo Sia è riuscita ad esporre le condizioni degli umani, producendo un tour evocativo ricco di danze interpretative molto intense, capaci, fondendosi con le note della cantante, di trasmettere molte emozioni.
Star Tribune esprime elogi verso le performance di Maddie Ziegler, da esso ritenute emotive e coinvolgenti.
Chicago Tribune si complimenta elogiando la performance nel suo complesso, ritenuta una rappresentazione completa e frustrante della vita, espressa grazie alla passione dei balli della Ziegler e alla potenza della voce di Sia.
CBS si complimenta anche per le performance di apertura degli AlunaGeorge e di Miguel, ritenute altisonanti e magnetiche.
Billboard elogia la performance della Ziegler, ritenute composte da frenetici movimenti. Gli occhi della ballerina vengono definiti magnetici e di impatto, come le sue danze nel complesso. La rivista elogia inoltre la creatività complessiva delle esibizioni, le doti vocali di Sia e l'originalità.
The Austin Chronicle definisce l'esibizione come una delle più innovative avvenute ad Austin.

## Artisti d'apertura
La seguente lista rappresenta il numero correlato agli artisti d'apertura nella tabella delle date del tour.
- AlunaGeorge = 1
- Miguel = 2
- Charli XCX = 3
- MØ = 4
- Amy Shark = 5
- Theia = 6

## Scaletta
1. Alive
2. Diamonds (cover di  Rihanna)
3. Reaper
4. Bird Set Free
5. Big Girls Cry
6. One Million Bullets
7. Cheap Thrills
8. Soon We'll Be Found
9. Fire Meet Gasoline
10. Elastic Heart
11. Unstoppable
12. Breathe Me
13. Move Your Body
14. Titanium (versione acustica)
15. Chandelier

Encore
1. The Greatest

## Date del tour
| Data              | Città        | Stato         | Luogo                      | Artisti d'apertura |
| Nord America      | Nord America | Nord America  | Nord America               | Nord America       |
| ----------------- | ------------ | ------------- | -------------------------- | ------------------ |
| 29 settembre 2016 | Seattle      | Stati Uniti   | KeyArena                   | 1 ; 2              |
| 1º ottobre 2016   | Oakland      | Stati Uniti   | Oracle Arena               | 1 ; 2              |
| 4 ottobre 2016    | Phoenix      | Stati Uniti   | Talking Stick Resort Arena | 1 ; 2              |
| 5 ottobre 2016    | San Diego    | Stati Uniti   | Viejas Arena               | 1 ; 2              |
| 7 ottobre 2016    | Las Vegas    | Stati Uniti   | Mandalay Bay Events Center | 1 ; 2              |
| 8 ottobre 2016    | Los Angeles  | Stati Uniti   | Hollywood Bowl             | 1 ; 2              |
| 9 ottobre 2016    | Los Angeles  | Stati Uniti   | Hollywood Bowl             | 1 ; 2              |
| 13 ottobre 2016   | Minneapolis  | Stati Uniti   | Target Center              | 1 ; 2              |
| 15 ottobre 2016   | Auburn Hills | Stati Uniti   | The Palace of Auburn Hills | 1 ; 2              |
| 16 ottobre 2016   | Chicago      | Stati Uniti   | United Center              | 1 ; 2              |
| 18 ottobre 2016   | Boston       | Stati Uniti   | TD Garden                  | 1 ; 2              |
| 19 ottobre 2016   | Washington   | Stati Uniti   | Verizon Center             | 1 ; 2              |
| 21 ottobre 2016   | Filadelfia   | Stati Uniti   | Wells Fargo Center         | 1 ; 2              |
| 22 ottobre 2016   | Toronto      | Canada        | Air Canada Centre          | 2                  |
| 23 ottobre 2016   | Montréal     | Canada        | Bell Centre                | 2                  |
| 25 ottobre 2016   | Brooklyn     | Stati Uniti   | Barclays Center            | 1 ; 2              |
| 26 ottobre 2016   | Uncasville   | Stati Uniti   | Mohegan Sun Arena          | 1 ; 2              |
| 29 ottobre 2016   | Sunrise      | Stati Uniti   | BB&T Center                | 1 ; 2              |
| 30 ottobre 2016   | Orlando      | Stati Uniti   | Amway Center               | 1 ; 2              |
| 1º novembre 2016  | Atlanta      | Stati Uniti   | Philips Arena              | 1 ; 2              |
| 3 novembre 2016   | New Orleans  | Stati Uniti   | Smoothie King Center       | 1 ; 2              |
| 4 novembre 2016   | Houston      | Stati Uniti   | Toyota Center              | 1 ; 2              |
| 6 novembre 2016   | Austin       | Stati Uniti   | Frank Erwin Center         | 1 ; 2              |
| Asia              |              |               |                            |                    |
| 25 marzo 2017     | Dubai        | Emirati Arabi | Meydan Racecourse          | N.D.               |
| Oceania           |              |               |                            |                    |
| 30 novembre 2017  | Melbourne    | Australia     | AAMI Park                  | 3 ; 4 ; 5          |
| 2 dicembre 2017   | Sydney       | Australia     | Allianz Stadium            | 3 ; 4 ; 5          |
| 5 dicembre 2017   | Auckland     | Nuova Zelanda | Mount Smart Stadium        | 3 ; 4 ; 6          |